# 緑と花と彫刻の博物館
緑と花と彫刻の博物館（みどりとはなとちょうこくのはくぶつかん）は、山口県宇部市の博物館。ときわ公園の施設のひとつ。地元から公募されたときわミュージアムの愛称をもつ。

## 概要
ときわ公園内にあった宇部市野外彫刻美術館、宇部市熱帯植物館、ときわ湖水ホール彫刻展示室が統合され、2007年（平成19年）に開館した。

### 野外彫刻展示場
野外彫刻展示場は、1961年（昭和36年）の第1回宇部市野外彫刻展以来、隔年で彫刻展が開催されてきた常盤湖岸の丘陵地一帯を宇部市が再整備し、開場した。展示場面積約28,000m2。宇部市の彫刻ともなっている「蟻の城」など、数多くの彫刻が常設展示されている「常設展示場」と「企画展示場」から構成されている。企画展示場では、隔年でUBEビエンナーレ（旧・現代日本彫刻展）が開催されており、若手彫刻家たちの登竜門としてその存在が知られている。利用は無料。

### 世界を旅する植物館
1991年（平成3年）の台風19号で公園内のサボテンセンターが倒壊したため、この代替施設として熱帯植物館が1995年（平成7年）4月1日に開館した。2017年（平成29年）4月29日「ときわミュージアム 世界を旅する植物館」としてリニューアル。監修はプラントハンターの西畠清順でコンセプトは「世界を旅し、感動する植物館」。植物の原産地の環境を再現した八か所のゾーンに分け世界を旅するように各国の植物を見ることができる。開館時間は9時から17時。休館日は火曜日（12月から2月の間は土・日・祝日のみ開館）である。入館料は一般が300円、70歳以上が200円、高校生以下・18歳未満が無料。

#### リニューアル以前
館内にはオリジナルグッズなどを扱うミュージアムショップや、喫茶店、企画展示室などがあった。
1,469.80m2の熱帯植物室（温室）はラン室（253.862）、サボテン室（545.642）、熱帯植物室（670.452）からなっていた。
ラン室にはシダ類、ラン類、ベゴニア類、アナナス類、食虫植物などがあり、シダ類はビカクシダを中心に、ラン類は数多くの品種がある。ベゴニア類、アナナス類は美しい花を咲かせる品種を中心に配植している。食虫植物はウツボカズラ、モウセンゴケなどがある。
サボテン室では南米産の金晃丸、紅鳳丸、湘陽丸、北米産の金鯱、新天地、赤鳳などの玉サボテンや、鱗片柱、鋭稜柱、北斗閣などの柱サボテンが自生地に近い景観で見られるほか、日本では珍しい光山などの品種が見られる。また、ときわ公園で作られた品種である桃唇竜、紫壇竜、常陽丸などが見られる。このほか、吉祥天や花キリンなどといった多肉植物が数多く見られる。
熱帯植物室は、熱帯果樹コーナー、熱帯花木コーナー、ヤシ類コーナーの3つに区分されている。熱帯果樹コーナーでは、季節によってパパイヤ、バナナ、マンゴー、バンジロウ、パンノキなどが実を付け、池にはオオオニバスが浮かんでいる。熱帯花木コーナーでは、ブーゲンビリア、パイプカズラ、インドソケイ、ヒメフヨウなどの花や、タビビトノキ、インドボダイジュ、ビヨウタコノキなどが、ヤシ類コーナーでは、ナツメヤシ、オウゴンココヤシ、ミエミツヤシなどが密生している姿や、有用植物のトックリキワタ、マホガニーなどが見られる。その他、熱帯魚の展示も行われている。

## 交通アクセス
鉄道
- JR宇部線常盤駅下車 徒歩30分。
- JR新山口駅下車 宇部市営バスで約30分。

バス
- 宇部市営バス「ときわ公園」下車 徒歩5分。
- 宇部市営バス「ときわ公園入口」下車 徒歩15分。